# Corbera de Llobregat
Corbera de Llobregat ist eine katalanische Stadt in der Provinz Barcelona im Nordosten Spaniens. Sie liegt in der Comarca Baix Llobregat und gehört zur Metropolregion Àrea Metropolitana de Barcelona.
Corbera de Llobregat wird erstmals 992 erwähnt. Zu den ältesten Bauwerken des Ortes zählt die im 11. Jahrhundert erbaute Kirche Sant Cristòfol de Corbera. Aus der gleichen Zeit stammt auch das Kloster Sant Ponç de Corbera, das zwar in Cervelló gelegen ist, kirchengeschichtlich jedoch zu Corbera gehörte.

## Persönlichkeiten
- Laia Sanz Pla-Giribert (* 1985 in Corbera de Llobregat), Motorradrennfahrerin